# Timana conspersata
Timana conspersata là một loài bướm đêm trong họ Geometridae.